# Municipio de Price (Carolina del Norte)
El municipio de Price (en inglés: Price Township) es un municipio ubicado en el  condado de Rockingham en el estado estadounidense de Carolina del Norte. En el año 2010 tenía una población de 1.645 habitantes.

## Geografía
El municipio de Price se encuentra ubicado en las coordenadas 36°30′50.5″N 79°52′24.14″O / 36.514028, -79.8733722.